# Макарий (Свистун)
Митрополит Макарий (в миру Леони́д Ники́тич Свисту́н; 14 сентября 1938, Киев — 4 июня 2007, Бонн) — архиерей Украинской православной церкви, митрополит Винницкий и Могилёв-Подольский; богослов.

## Биография
Родился 14 сентября 1938 года в Киеве в семье рабочего.
В 1956 году окончил среднюю школу, в том же году поступил в Киевскую духовную семинарию, которую окончил в 1960 году. Поступил в Московскую духовную академию, которую окончил в 1965 году со званием кандидата богословия.
4-8 августа 1967 года, будучи аспирантом Московской духовной академии, принимал участие в заседаниях Рабочего комитета Департамента «Церковь и общество», проходивших в Сен-Серже, близ Женевы.
В марте-апреле 1968 года принимал участие в работе 3-го Всехристианского Мирного Конгресса в Праге.
В 1968 году окончил Аспирантуру при Московской духовной академии, занимался в Экуменическом институте в Боссэ.
22 мая 1968 года митрополитом Ленинградским и Новгородским Никодимом (Ротовым) рукоположен во диакона, а 28 августа того же года — во пресвитера и направлен в Киевскую епархию.
В том же году был делегатом от Русской Православной Церкви на IV Ассамблее Всемирного Совета Церквей в Уппсале.
28 сентября того же года митрополитом Киевским и Галицким Филаретом (Денисенко) пострижен в монашество с наречением имени Макарий в честь священномученика Макария, митрополита Киевского, и назначен ключарём Киевского Владимирского собора. Состоял членом филиала Отдела внешних церковных сношений в Киеве.
С 22 января по 12 февраля 1970 года в составе делегации Украинского Экзархата совершал поездку по Аргентине. С 13 по 18 февраля в составе той же делегации посетил Рим.

### Архиерейство
26 мая 1970 года постановлением Священного Синода определено быть епископом Уманским, викарием Киевской епархии.
31 мая 1970 года митрополитом Киевским и Галицким Филаретом (Денисенко) возведён в сан архимандрита.
7 июня 1970 года во Владимирском кафедральном соборе Киева за Божественной литургией состоялась архиерейская хиротония, которую возглавил митрополит Ленинградский и Новгородский Никодим (Ротов). Ему сослужили: митрополит Киевский и Галицкий Филарет (Денисенко), Старозагорский Панкратий (Дончев), архиепископы Житомирский и Овручский Палладий (Каминский), Львовский и Тернопольский Николай (Юрик), епископы Черновицкий и Буковинский Феодосий (Процюк), Черниговский и Нежинский Владимир (Сабодан).
С 7 июня 1970 года — управляющий приходами юрисдикции Московского Патриаршего Престола в Канаде. С 30 июля того же года — временный управляющий приходов Московского Патриархата в США.
24 февраля 1971 года назначен наблюдателем от Русской Православной Церкви на XII-й Всемирный Методистский Совет-Конференцию в Денвере.
26 декабря 1974 года освобождён от должности управляющего Патриаршими приходами в Канаде и США и назначен представителем Московского Патриархата при Всемирном совете церквей в Женеве и настоятелем ставропигиального прихода Рождества Богородицы в Женеве.
С 16 февраля по 9 марта 1975 года с делегацией представителей христианских церквей Советского Союза посетил США по приглашению Национального Совета Церквей Христа.
17 апреля того же года назначен членом делегации Московского Патриархата на Пятую Генеральную Ассамблею Всемирного совета церквей в Найроби.
10 апреля 1978 года освобождён от должности Представителя Московского Патриархата при ВСЦ в Женеве.
В 1978 году возвращается на Украину и продолжает своё архипастырское служение епископом Уманским, викарием Киевской митрополии.
С 20 апреля по 6 мая 1979 года совершил поездку в США, где принимал участие в заседании Комиссии межцерковной помощи беженцам Всемирного Совета Церквей.
7 сентября 1979 года возведён в сан архиепископа.
С 12 по 25 мая 1980 года — член делегации РПЦ на Всемирной конференции Комиссии ВСЦ «Всемирная миссия и евангелизация» в Мельбурне.
23 декабря 1980 включён в состав Комиссии Св. Синода по организации празднования 1000-летия Крещения Руси.
С 18 по 28 апреля 1981 года находился в Японии в составе делегации представителей Церквей и религиозных объединений из СССР.
24-26 мая 1982 года в Софии участвовал в консультации Восточно-Европейских Церквей.
2-6 июня 1982 года — участник заседания Комиссии по международным вопросам ХМК в ГДР.
12 октября 1982 года назначен архиепископом Ивано-Франковским и Коломыйским.
С 24 июля по 10 августа 1983 года — участник 6-й Ассамблеи ВСЦ в Ванкувере.
26-28 сентября 1983 года присутствовал на консультации неправительственных организаций в Женеве.
20-21 мая 1984 года в качестве гостя присутствовал на конференции «Круглый стол» в Нью-Дели.
26 июня 1985 года назначен архиепископом Аргентинским и Южно-Американским, патриаршим экзархом Центральной и Южной Америки.
С 9 по 19 июля 1985 года с делегацией Общественной Комиссии Советского комитета защиты мира находился в Англии.
4 октября 1985 возвращён на Ивано-Франковскую кафедру с освобождением от управления Аргентинской епархией и должности Экзарха Центральной и Южной Америки в связи с болезнью.
Постановлением Синода Украинского Экзархата от 19 марта 1990 года освобождён от управления епархией.
С 20 июля 1990 года — архиепископ Клинский, викарий Московской епархии, управляющий Патриаршими приходами в США и временно управляющий патриаршими приходами в Канаде.
Когда в июне 1992 году сторонники самопровозглашённого Киевского Патриархата захватили Лавру, предпринял активные действия по её возвращению. Обращаясь к тысячам православных, собравшихся у Дальних пещер, митрополит Макарий призвал земляков-киевлян быть верными Матери Церкви, Харьковскому Архиерейскому Собору и избранному им новому Предстоятелю УПЦ — Блаженнейшему Митрополиту Владимиру: «Идите во все храмы и монастыри Киева и объявите, что Филарет — самозванец, погромщик и преступник».
22 июня 1992 года назначен архиепископом Винницким и Брацлавским.
С 1992 года — председатель Отдела внешних церковных сношений Украинской Православной Церкви.
С 4 ноября 1994 года именуется «Винницкий и Могилёв-Подольский».
11 апреля 2001 году возведён в сан митрополита.
Скончался 4 июня 2007 года после тяжёлой продолжительной болезни. 6 июня, тело митрополита было привезено в Киево-Печерскую лавру для прощания, а отпевание состоялось 7 июня в Виннице. Похоронен возле Спасо-Преображенского кафедрального собора города Винницы.

## Сочинения
- «Иноки-иконописцы в истории древнерусского искусства». (Кандидатское сочинение)
- Экуменическая литургия в женевском патриаршем Рождества Богородицы приходе // Журнал Московской Патриархии. — 1968. — № 4. — С. 35-36.
- Экуменический институт в Боссэ (Швейцария) // Журнал Московской Патриархии. — 1968. — № 5. — С. 53-55.
- Речь при наречении во епископа Уманского // Журнал Московской Патриархии. — 1970. — № 8. — С. 9-11.
- Посещение Экзархом Украины аргентинских приходов. // Журнал Московской Патриархии. — 1970. — № 8. — С. 15-19.
- Примирение и миротворчество. Доклад на заседании Экуменического рабочего круга по информации в Европе, сост. 19-23 сентября 1979 г. // Журнал Московской Патриархии. — 1979. — № 11. — С. 59-62.
- Доклад на торжественном акте, посвященном празднованию 40-летия Львовского Церковного Собора (Львов, 17-19 мая 1986 года) // Журнал Московской Патриархии. — 1986. — № 8. — С. 13-16.
- Становление рынка и актуальные проблемы сохранения нравственности. Доклад на конференции «Аще возможно, будьте в мире со всеми…» // Запорожье Православное. — 1997. — № 4-6.